# Assessor (Psychologie)
Assessoren sind Personen, die Teilnehmer psychologischer Verfahren (Assessees) beobachten und/oder deren Produkte oder Verhaltensweisen bewerten sowie ggf. auch die Durchführung der Testung bzw. des Assessments (engl. assessment „Beurteilung“) leiten. Der Begriff wird häufig synonym mit „Beobachter“ und „Begutachter“ verwendet. Assessoren können Psychologen, Recruiter, Vorgesetzte, Peers oder trainierte Personen sein.  
Wahrscheinlich geht die Verwendung des Begriffs im Bereich der Organisationspsychologie mit dem Aufkommen von Assessment-Centern in den 1930er-Jahren einher, während er in der Lernpsychologie im deutschsprachigen Raum wahrscheinlich mit der zunehmenden Forschung zu Peer Assessments und Self-Assessments seit den 1990er-Jahren einhergeht.  

## Abgrenzung zu anderen Begriffen
Assessoren gibt es auch in Verbindung mit Berufs- und Dienstbezeichnungen, siehe Assessor.